# Mamelodi
Mamelodi ist eine südafrikanische Ortschaft östlich von Pretoria in der Metropolgemeinde Tshwane.

## Geographie
Gemäß der Volkszählung von 2011 hatte Mamelodi 334.577 Einwohner.
Westlich liegt der Stadtteil Eersterus, der zur Apartheidszeit Coloureds zugewiesen war, im Osten Phomolong.

## Geschichte
Auf Initiative der damaligen Regierung der Südafrikanischen Union bildete sich 1953 eine Planungsgruppe für Stadtentwicklungsfragen in der Region um Pretoria. Aus deren Arbeiten entstanden Standortvorschläge zur Errichtung drei großer Massensiedlungen für nichteuropäische Bewohner auf Flächen von Vlakfontein, Atteridgeville und Saulsville sowie in Klipfontein. Diese neuen Wohngebiete dienten der Aufnahme von 2500 Familien aus Stadtgebieten Pretorias und zur Umsiedlung im Rahmen der beabsichtigten Aufhebung zahlreich verstreuter Squatter-Camps. Im Planungsgebiet Vlakfontein West wurden dabei 10.000 Kleinhausstandorte (Gebäude mit vier Räumen) ausgewiesen, mit deren Bau man 1953 begann.
Die Siedlung Mamelodi wurde 1953 auf dem Grundstück der Vlakfontein-Farm als Township errichtet, deren Namen das neue Stadtviertel ursprünglich trug, und war im Zuge der Apartheid-Politik ausschließlich für schwarze Bewohner vorgesehen. Ende der 1950er Jahre wurde der Stadtteil in Mamelodi umbenannt. Der Name bedeutet Mutter der Melodien.
In den 1960er Jahren wurden die schwarzen Bewohner Pretorias gezwungen, die Stadt zu verlassen und sich in den umliegenden Townships Mamelodi, Ga-Rankuwa, Soshanguve und Atteridgeville anzusiedeln.

## Wirtschaftsentwicklungsprojekt
Mamelodi wurde nach dem Ende der Apartheid ausgewählt, um mit einem durch die UCT Graduate School of Business geleiteten Regionalentwicklungkonzept auf der Basis einer modellhaften Förderung von kleinen und mittleren Unternehmen die sozioökonomische Entwicklung der hier ansässigen Bevölkerung zu verbessern.

## Verkehr
Mamelodi wird durch die innerstädtischen Motorways M8 und M10 erschlossen. Am Südrand verläuft in Ost-West-Richtung eine Bahnstrecke, auf der Züge der Metrorail Gauteng Malemodi an mehreren Stationen bedienen.

## Bildung
Hier befindet sich ein regionaler Campus der Universität Pretoria.
Mehrere Organisationen und Gruppen engagieren sich für die Verbesserung des Lebens- und Bildungsniveaus innerhalb des Townships. Eine von ihnen ist die Tateni Community Care Services von 1995, die zehn Drop-In-Zentren betreibt, um Kinder zu unterstützen. Darüber hinaus unterhalten sie unter dem Motto „Breaking the Cycle of Poverty“ ein Jugendentwicklungsprogramm, in dem Jugendliche während und nach ihrer Schulzeit unterstützt werden.

## Sport
Die Ortschaft ist die Heimat des Fußballvereins Mamelodi Sundowns.

## Persönlichkeiten
- Mabi Thobejane (1947–2021)